# Salar de Infieles
El salar de Infieles es un salar ubicado al este de Taltal y cercano al límite internacional de la Región de Atacama.
Sus características morfométricas y climatológicas más relevantes son:: III-95 
- altura: 3520 m
- superficie de la cuenca: 293 km²
- superficie del salar: 6,7 km²
- superficie de las lagunas: despreciable
- precipitaciones: 100 mm/año
- evaporación potencial: 1100 mm/año
- temperatura media: 2 °C